# Lambros Lambrou
Lambros Lambrou (* 9. September 1977 in Famagusta) ist ein zyprischer Fußballspieler. 
Lambrou begann seine Karriere 1997 bei Ethnikos Achnas. In der Saison 1998/99 spielte er erstmals bei Anorthosis Famagusta, kehrte aber nach einem Jahr zu Achnas zurück und bestritt bis 2006 168 Ligaspiele für den Klub. 2006 wechselte er erneut zu Anorthosis Famagusta und gewann 2007 den zyprischen Landespokal und 2008 die Meisterschaft. Es folgte eine weitere Station bei Ermis Aradippou und Lambou beendete 2011 seine Karriere bei Nea Salamis Famagusta.
Für sein Heimatland Zypern bestritt Lambrou von 1997 bis 2008 insgesamt 32 A-Länderspiele.

## Erfolge
- Zyprischer Meister: 1999, 2008
- Zyprischer Pokalsieger: 2007